# Nueva Londres
Nueva Londres é um município do Paraguai, departamento de Caaguazú. Possui  4.568 habitantes (Censo 2002) e 883 km². A cidade foi fundada por colonos britânicos.

## Transporte
O município de Nueva Londres é servido pela seguinte rodovia:
- Ruta 02, que liga a cidade de Coronel Oviedo a Assunção.[1][2][3]